# Saint-Chels
Saint-Chels är en kommun i departementet Lot i regionen Occitanien i södra Frankrike. Kommunen ligger i kantonen Cajarc som tillhör arrondissementet Figeac. År 2022 hade Saint-Chels 142 invånare.

## Befolkningsutveckling
Antalet invånare i kommunen Saint-Chels
| Referens: INSEE |